# Administrația Canalelor Navigabile
Compania Națională Administrația Canalelor Navigabile (CN ACN) este o companie deținută de Statul Român.
A fost denumită inițial Administrația Canalului Dunăre-Marea Neagră și a fost investitorul general din anul 1975, furnizând materialele documentare tehnico-economice, controlul calității și al costurilor pentru construcția Canalului Dunăre-Marea Neagră.
În anul 1998, Administrația Canalelor Navigabile a devenit companie națională.
Compania a încheiat anul 2006 cu o cifră de afaceri de 27 milioane lei și un profit net de 2,5 milioane lei.